# Pekoite
La pekoite è un minerale.